# Tammerfors–Haapamäki-banan
|  | Unknown BSicon "eABZg+r" |

|  | Station on track |

|  | Unknown BSicon "ABZgl" |

|  | Unknown BSicon "eHST" |

|  | Station on track |

|  | Unknown BSicon "ABZg+l" |

|  | Station on track |

|  | Unknown BSicon "eHST" |

|  | Unknown BSicon "eHST" |

|  | Non-passenger station/depot on track |

|  | Stop on track |

|  | Unknown BSicon "eHST" |

|  | Unknown BSicon "eHST" |

|  | Stop on track |

|  | Unknown BSicon "ABZg+l" |

|  | Station on track |

|  | Unknown BSicon "eHST" |

|  | Unknown BSicon "eHST" |

|  | Unknown BSicon "eHST" |

|  | Unknown BSicon "eHST" |

|  | Unknown BSicon "eHST" |

|  | Track change |

|  | Unknown BSicon "eHST" |

|  | Unknown BSicon "eHST" |

|  | Unknown BSicon "eHST" |

|  | Unknown BSicon "eHST" |

|  | Unknown BSicon "eHST" |

|  | Unknown BSicon "eHST" |

|  | Unknown BSicon "eHST" |

|  | Unknown BSicon "eHST" |

|  | Small non-passenger station on track |

| Unknown BSicon "STR+r" | Straight track |

| Station on track | Straight track |

| Junction both to and from left | One way rightward |

|  | Unknown BSicon "eABZg+r" |

|  | Station on track |

|  | Unknown BSicon "ABZgl" |

|  | Unknown BSicon "eHST" |

|  | Station on track |

|  | Unknown BSicon "ABZg+l" |

|  | Station on track |

|  | Unknown BSicon "eHST" |

|  | Unknown BSicon "eHST" |

|  | Non-passenger station/depot on track |

|  | Stop on track |

|  | Unknown BSicon "eHST" |

|  | Unknown BSicon "eHST" |

|  | Stop on track |

|  | Unknown BSicon "ABZg+l" |

|  | Station on track |

|  | Unknown BSicon "eHST" |

|  | Unknown BSicon "eHST" |

|  | Unknown BSicon "eHST" |

|  | Unknown BSicon "eHST" |

|  | Unknown BSicon "eHST" |

|  | Track change |

|  | Unknown BSicon "eHST" |

|  | Unknown BSicon "eHST" |

|  | Unknown BSicon "eHST" |

|  | Unknown BSicon "eHST" |

|  | Unknown BSicon "eHST" |

|  | Unknown BSicon "eHST" |

|  | Unknown BSicon "eHST" |

|  | Unknown BSicon "eHST" |

|  | Small non-passenger station on track |

| Unknown BSicon "STR+r" | Straight track |

| Station on track | Straight track |

| Junction both to and from left | One way rightward |

Tammerfors–Haapamäki-banan är en bansträcka i Finland som går från Tammerfors via Orivesi till Haapamäki. Banan färdigställdes 1882. År 1897 förbands Mänttä till banan genom en enskild järnväg från Filpula med spårvidd 600 mm. 
Sträckan Tammerfors-Orivesi är elektrifierad, dubbelspårig, och har 140 km/h som högsta tillåtna hastighet. Sträckan Orivesi-Haapamäki är inte elektrifierad, enkelspårig och har högsta tillåtna hastighet 100 km/h.
Lyly järnvägsstation är en nedlagd järnvägsstation på banan i Juupajoki, cirka 10 kilometer norr om kommuncentrum.

## Stationer

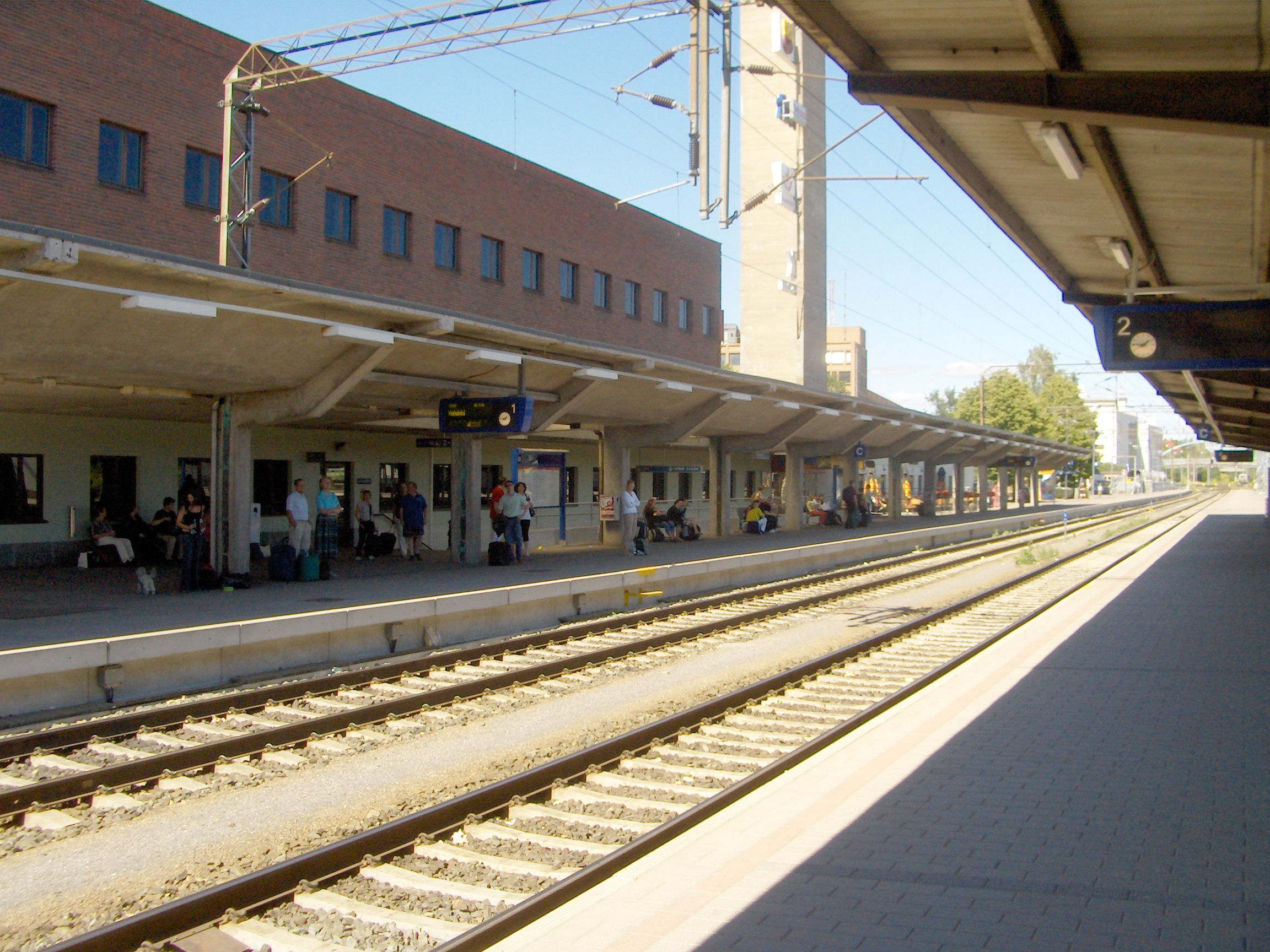
Tammerfors
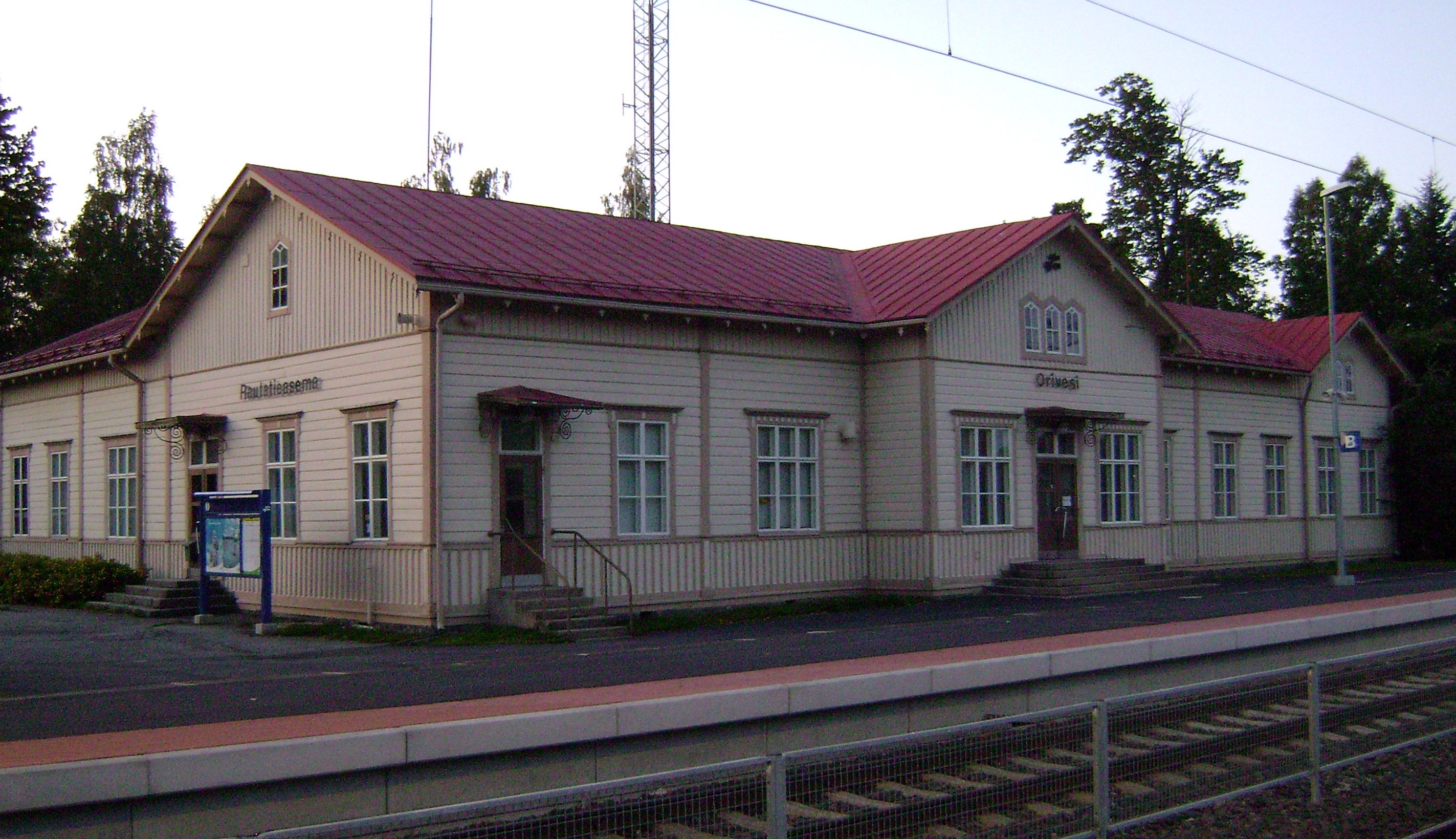
Orivesi
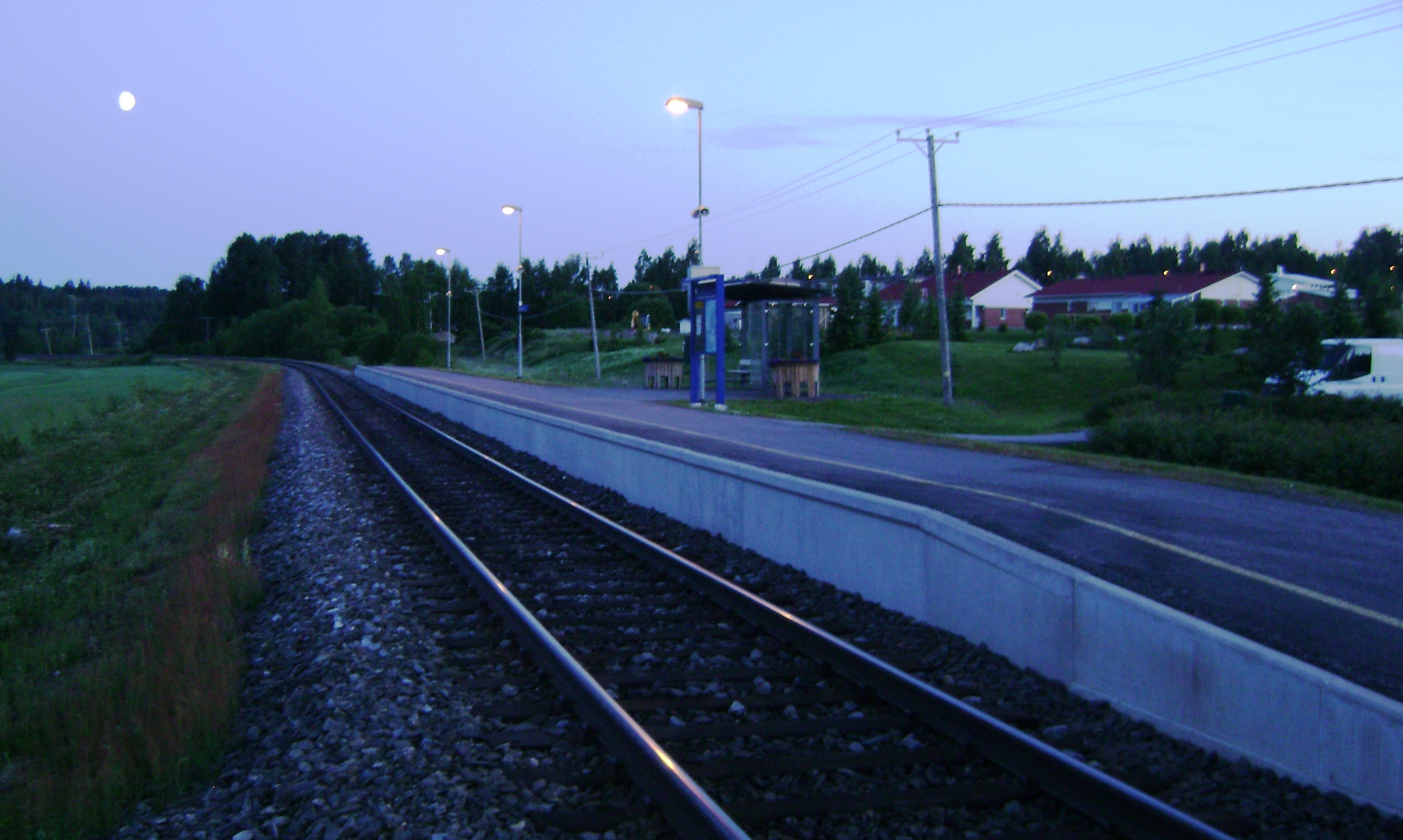
Orivesi Centrum
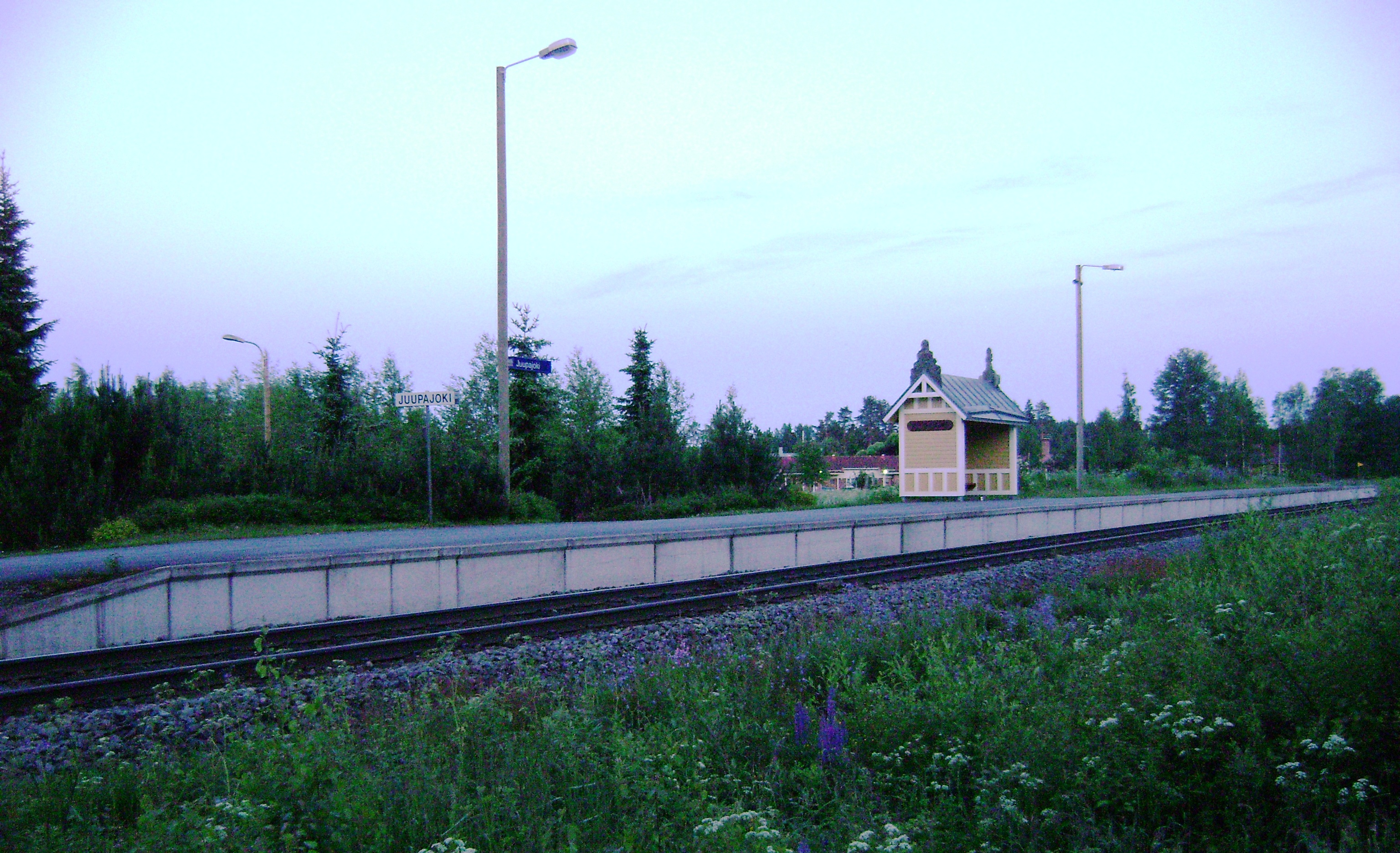
Juupajoki
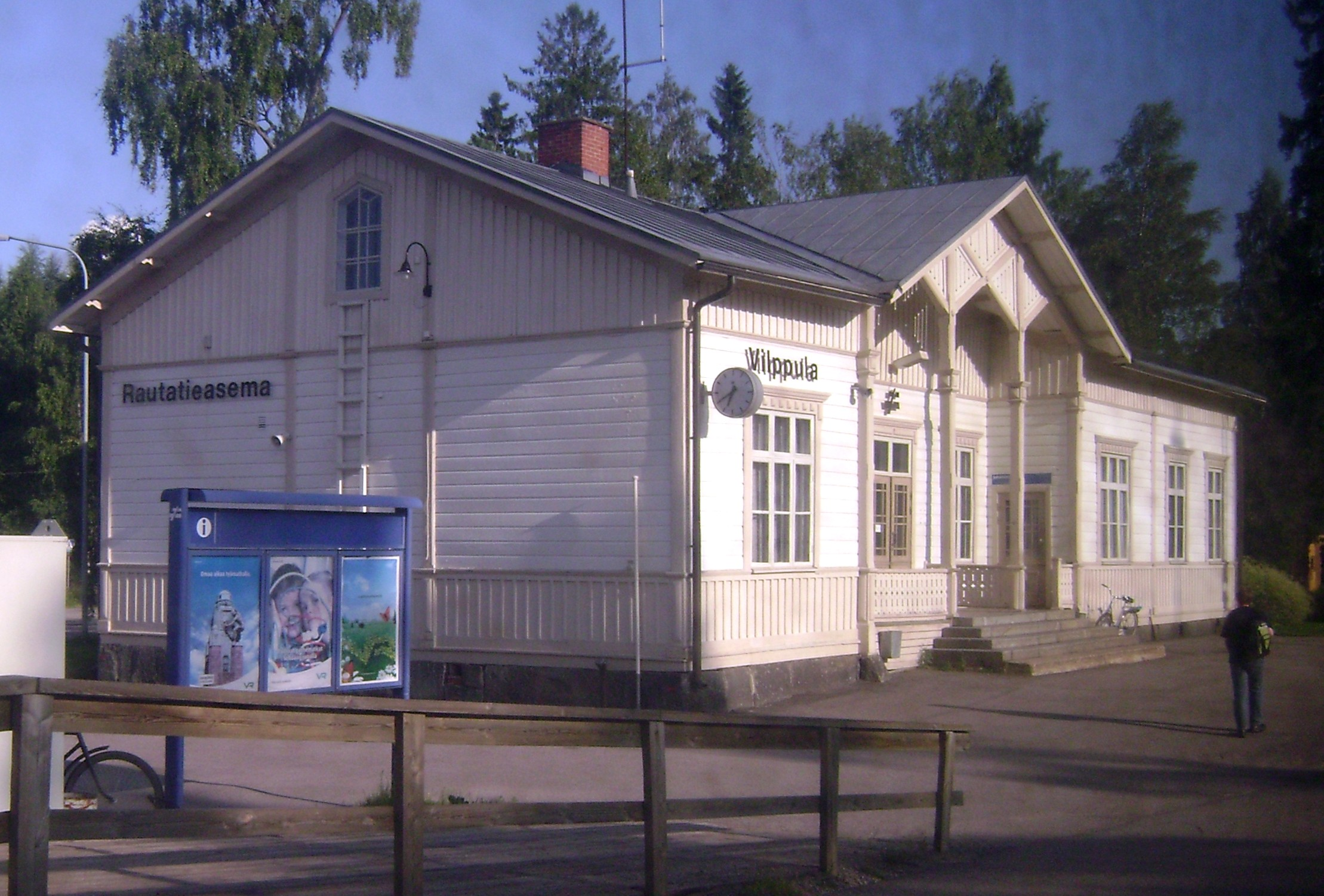
Filpula
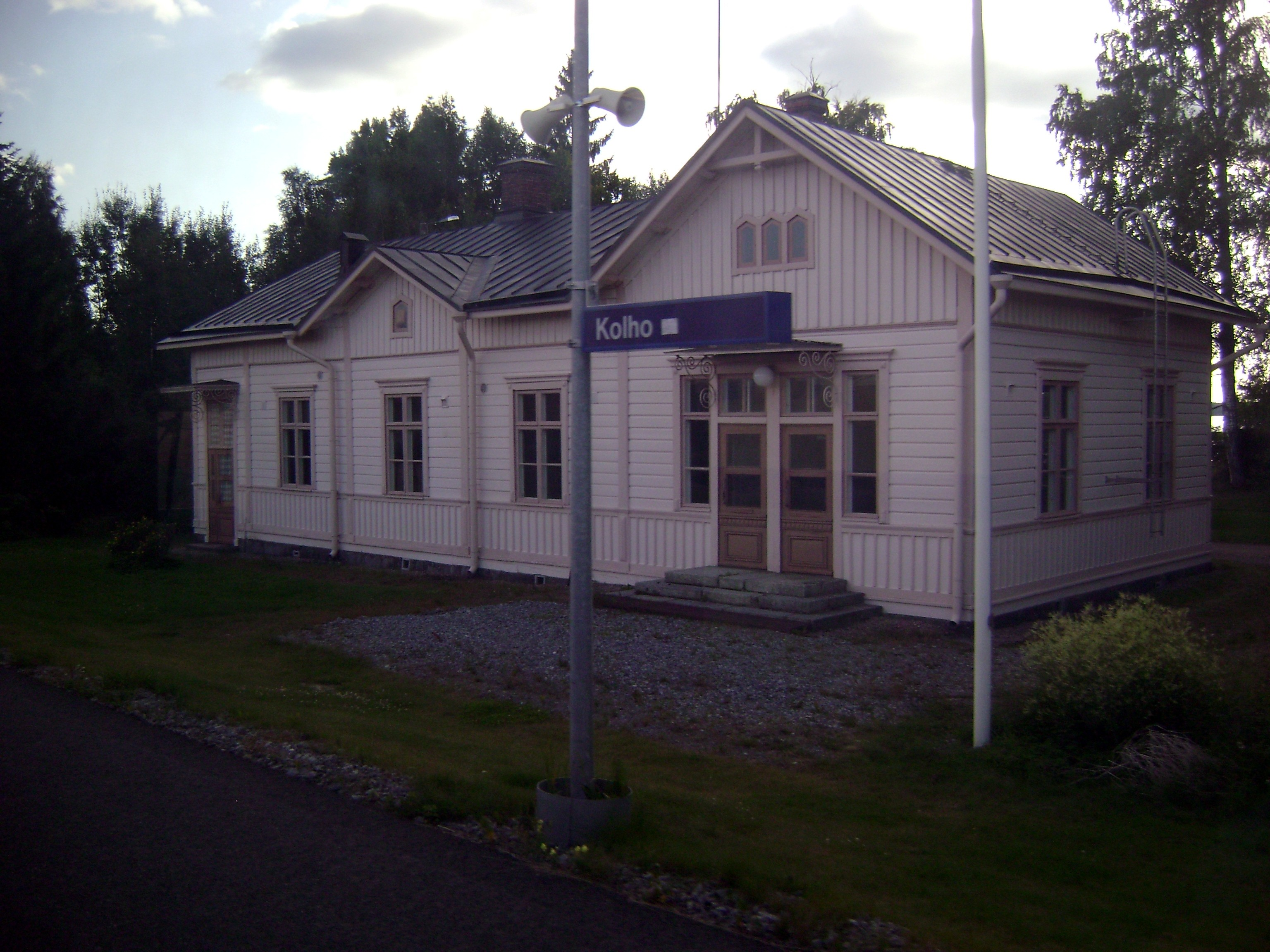
Kolho
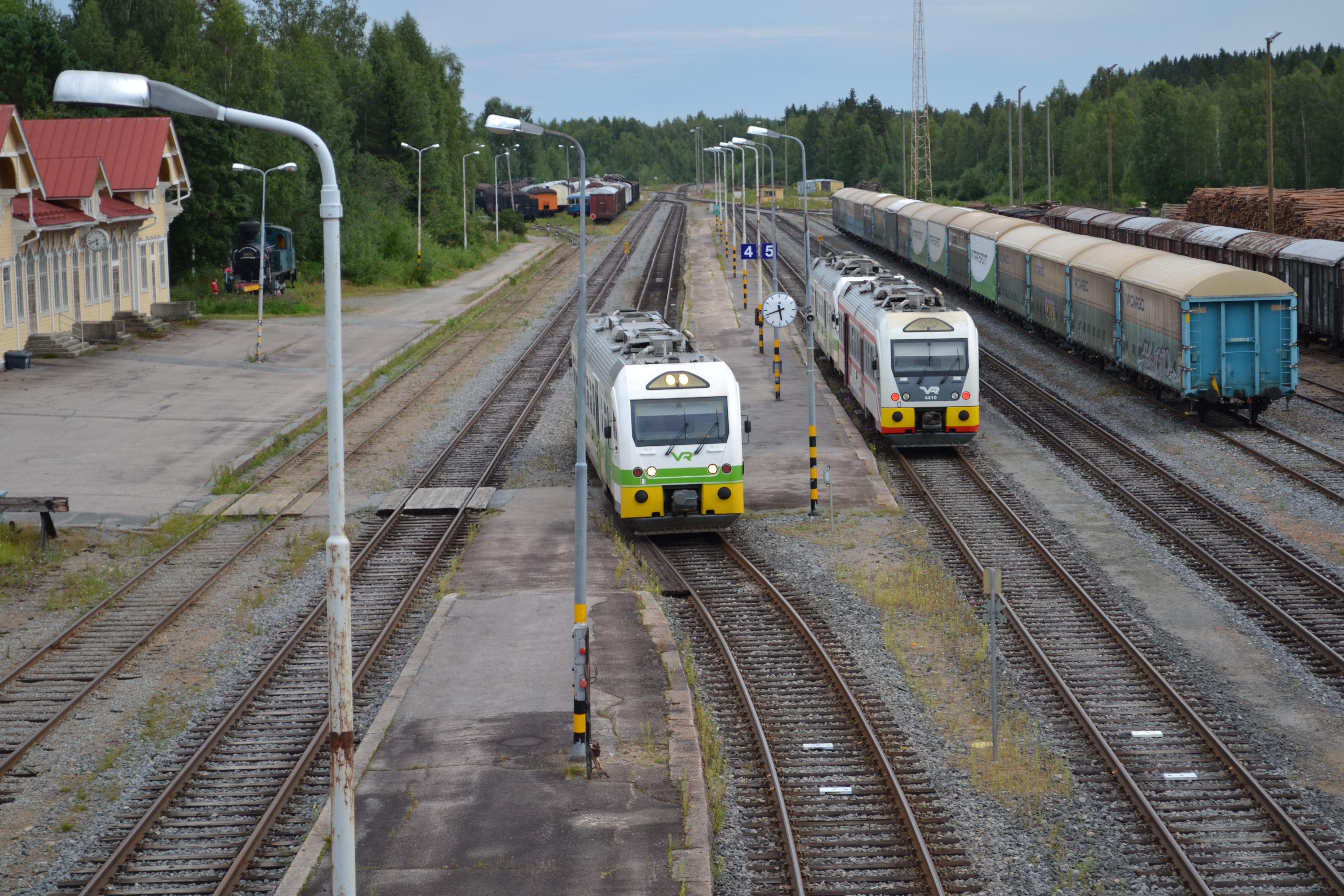
Haapamäki